# 모나 샤이토
모나 샤이토(아랍어: منى شعيتو, 영어: Mona Shaito, 1994년 5월 12일 ~ )는 레바논의 펜싱 선수로 주 종목은 플뢰레이다. 런던에서 열리는 2012년 하계 올림픽의 여자 플뢰레 개인전에 출전하였다. 오빠인 자인 샤이토는 같은 대회의 남자 플뢰레 개인전에 출전하였다. 샤이토는 텍사스에서 자라, 현재 오하이오 주립 대학교에 재학 중이며, 미국 / 레바논 이중국적을 가지고 있다.